# Čargafova pravila
Čargafova pravila tvrde da DNK iz bilo koje ćelije i bilo kog organizma treba da ima 1:1 odnos (pravilo baznih parova) pirimidinskih i purinskih baza, i specifičnije, da je količina guanina jednaka količini citozina, a količina adenina je jednaka količini timina. Ovaj obraz je nađen u oba lanca DNK. Ova pravila je otkrio austrijski hemičar Ervin Čargaf.

## Literatura
- Szybalski W, Kubinski H, Sheldrick P (1966). „Pyrimidine clusters on the transcribing strands of DNA and their possible role in the initiation of RNA synthesis”. Cold Spring Harbor NY Symp. Quant Biol. 31: 123—127. PMID 4966069. doi:10.1101/SQB.1966.031.01.019.
- Lobry, JR (1996). „Asymmetric substitution patterns in the two DNA strands of bacteria”. Mol. Biol. Evol. 13 (5): 660—665. PMID 8676740. doi:10.1093/oxfordjournals.molbev.a025626.
- Lafay B, Lloyd AT, McLean MJ, Devine KM, Sharp PM, Wolfe KH (1999). „Proteome composition and codon usage in spirochaetes: species-specific and DNA strand-specific mutational biases”. Nucleic Acids Res. 27 (7): 1642—1649. PMC 148367 . PMID 10075995. doi:10.1093/nar/27.7.1642.
- McLean MJ, Wolfe KH, Devine KM (1998). „Base composition skews, replication orientation, and gene orientation in 12 prokaryote genomes”. J Mol Evol. 47 (6): 691—696. PMID 9847411. doi:10.1007/PL00006428.
- McInerney, JO (1998). „Replicational and transcriptional selection on codon usage in Borrelia burgdorferi”. Proc Natl Acad Sci USA. 95 (18): 10698—10703. PMC 27958 . PMID 9724767. doi:10.1073/pnas.95.18.10698.